# Candona fabaeformis
Candona fabaeformis är en kräftdjursart som först beskrevs av S. Fischer 1851.  Candona fabaeformis ingår i släktet Candona och familjen Candonidae. Inga underarter finns listade.